# Gertrude Crotty Davenport
Gertrude Anna Davenport ( née Crotty; 1866-1946), fue una zoóloga estadounidense que trabajó como investigadora e instructora en centros de investigación establecidos como la Universidad de Kansas y el Laboratorio Cold Spring Harbor, donde estudió embriología, desarrollo y herencia.  Esposa de Charles Benedict Davenport, destacado eugenista, es coautora de varias obras con su marido. Juntos, fueron muy influyentes en el movimiento eugenésico de Estados Unidos durante la era progresista .   

## Vida
Gertrude Anna Crotty nació el 28 de febrero de 1866 en Asequa, Colorado (cerca de Denver ), de padres William y Millie (Armstrong) Crotty. Se graduó de la Universidad de Kansas en 1889, donde permaneció como instructora durante tres años hasta que obtuvo un título superior. Luego se convirtió en estudiante de posgrado en Radcliffe College (entonces conocida como la Sociedad para la Instrucción Universitaria de Mujeres). Hay hechos contradictorios sobre su estancia en Radcliffe. Según Marilyn Bailey Ogilvie, estuvo allí durante dos años pero no completó su carrera.  Según Nicole Hahn Rafter, estuvo allí durante cinco años haciendo trabajos de posgrado en zoología y escribió su libro The Primitive Streak and Notochordal Canal in Chelonia (1896).  Tamsen Wolff dijo que obtuvo su doctorado en zoología.  Mientras asistía a Radcliffe, conoció a Charles Davenport, quien era uno de sus instructores de zoología.  Se casó con Charles en Burlington, Kansas, el 23 de junio de 1894 y tuvo tres hijos. La hija mayor fue Millia Crotty Davenport, que nació el 30 de marzo de 1895.  La hija del medio, Jane Joralemon Davenport, nació el 11 de septiembre de 1897.  El más joven, Charles Benedict Davenport Jr., nació el 8 de enero de 1911.  Gertrude jugó un papel importante en el apoyo a la vida doméstica, financiera y científica de Charles, siendo coautora de numerosos artículos con él, compartiendo la gestión del Laboratorio Biológico Cold Spring Harbor y supervisando sus preocupaciones y gastos financieros.  Gertrude murió el 8 de marzo de 1946, en Upper Nyack, Nueva York, a la edad de 80 años  

## Trabajo científico
Davenport trabajó junto a su marido en el campo de la eugenesia. Juntos fueron a Cold Spring Harbor, Nueva York en 1893 y permanecieron allí trabajando en un laboratorio de biología con métodos microscópicos hasta 1903. Posteriormente aceptó un puesto no remunerado para trabajar junto a Charles y ayudarlo en su investigación.  Se trataba de una investigación sobre evolución experimental y ella colaboró con él en los libros que publicó. También fue coautora con él de otras de sus obras. Mientras estaban en Cold Spring Harbor, compraron una casa de 6 acres en la costa. Esta residencia servía para que el personal del laboratorio la alquilara mientras investigaban sobre la herencia humana. Más tarde, Gertrude añadió 19 acres de tierra y recibió su nombre. Gertrude y Charles trabajaron en la herencia, lo que incluyó el estudio del color de ojos, cabello y piel de los humanos. También investigó sobre embriología utilizando tortugas, estudió las diferencias entre Sargatia (un tipo de anémona de mar ) y las estrellas de mar, así como las variaciones en otros organismos.  Animó a su marido a seguir trabajando en el trabajo de Sir Francis Galton sobre eugenesia utilizando genética mendeliana . Es posible que los intereses de Gertrude por la eugenesia sean anteriores a los de su marido. Por ejemplo, sus intereses a principios del siglo XX incluían la "Tribu de Ismael", un grupo étnico frecuentemente estudiado por los eugenistas estadounidenses, y la herencia exhibida en hijos de matrimonios interraciales, lo que sugiere que Gertrudis pudo haber jugado un papel considerable al influir en el interés de Charles. en eugenesia y su posterior desarrollo profesional. 
En su artículo de Cold Spring Harbor sobre la familia "Zero" en "Zand", un clan anónimo en un pueblo europeo, Davenport analiza las ramas del árbol genealógico Zero. Utilizando el trabajo del Dr. Jörger de un manicomio suizo, Davenport analiza las ramas favorables o "buenas" de la familia Zero, caracterizadas por la laboriosidad, la responsabilidad fiscal, los buenos modales, la moral fuerte y el matrimonio dentro del grupo, en comparación con los rama desfavorable, caracterizada por conductas delictivas, alcoholismo, vagancia y matrimonio con mujeres extranjeras. Davenport comenta sobre las explicaciones hereditarias de las dos ramas; examinó sus fenotipos físicos e incluso intentó excluir los efectos ambientales considerando el vagabundeo desarrollado en los niños Zero separados de sus familias y distribuidos a cuidadores respetables.  Su trabajo intenta resaltar la naturaleza hereditaria del comportamiento criminal, comparando esta raza criminal de disposición innata del ser humano al crimen con la disposición de un caballo de carreras a correr. Su pieza impulsa una fuerte actitud que asocia la herencia degenerada con la herencia matrilineal, mientras rastrea el linaje de las ramas criminales de los Zeros a través de mujeres dementes y consanguíneas. Davenport no abogó por la eugenesia negativa en ese momento, creyendo que la disminución de la herencia y los fenotipos físicos de la rama vagabunda provocaría su extinción por sí sola. 
Gertrude y Charles trabajaron en la eugenesia para criar mejores seres humanos. Afirmaban que este tipo de eugenesia, llamada eugenesia negativa, era una necesidad. A Gertrudis le preocupaba que los "débiles mentales" ocultaran su herencia.   Gertrudis describió la interferencia del hombre en la naturaleza mediante su beneficencia hacia aquellos defectuosos o delincuentes como perjudicial para la sociedad en su conjunto. Ella creía que estos esfuerzos equivocados eran el resultado de una excesiva comodidad con la civilización y el olvido de la selección natural que produjo a los humanos que la alcanzaron. Gertrude describió cómo una población creciente de personas "incompetentes debido a una herencia tan mala como la imbecilidad, la criminalidad y las enfermedades conllevan" costando a los contribuyentes pérdidas significativas y crecientes, y describió el movimiento eugenésico en desarrollo bajo Francis Galton, Leonard Darwin y su esposo en Cold Springs Harbor. como la solución.  Describió la debilidad mental como un rasgo recesivo y le preocupaba que los matrimonios mal organizados pudieran dar lugar a la expresión de debilidad mental en los niños. Con la esperanza de eliminar la debilidad mental y evitar a los humanos heterocigotos, Gertrude abogó por "segregar a los débiles mentales y a los imbéciles". Gertrude buscaba una sociedad que se protegiera de los individuos débiles mentales, que suelen ser "indigentes, prostitutas, violadores y criminales"; Con este fin, exigió a los humanos que renunciaran a la privacidad de sus datos genéticos, ya que creía que los individuos débiles mentales ocultarían sus defectos. 

## Trabajo publicado
Gertrude y Charles Davenport tuvieron una relación de trabajo productiva que produjo muchos trabajos científicos a lo largo de los años. Produjeron dos libros de texto, el primero de los cuales fue escrito para estudiantes de secundaria y se tituló Introducción a la zoología.  El segundo libro de texto se tituló Elementos de zoología: para acompañar el estudio de campo y de laboratorio de los animales y se utilizaría como guía para los estudios y la experimentación en zoología.  Los estudios de Charles y Gertrude sobre genética incluyeron la herencia de la pigmentación de la piel en el hombre,  la herencia del color de los ojos en el hombre,  y la herencia de la forma del cabello en el hombre .  Durante el curso de estos estudios y publicaciones, los Davenport exploraron cómo los rasgos humanos, específicamente la pigmentación de la piel, el color de los ojos y las características del cabello, se transmitieron a la siguiente generación con la genética mendeliana. Cada estudio también incluyó una declaración de "aplicación práctica" sobre cómo el matrimonio de dos individuos con ciertos rasgos influye en la transmisión de dichos rasgos.   Gertrude también fue autora individual de las monografías The Primitive Streak and Notochordal Canal in Chelonia (1896)  y Variation in the Number of Stripes on the Sea-anemone, Sagartia luciae (1902).  En el estudio anterior, se observó el canal notocordal en embriones de tortuga a medida que se desarrollaban los embriones. Este estudio produce una serie de descripciones de cómo se desarrolla el canal notocordal y algunas implicaciones en función de su desarrollo.  En el último estudio, se tomaron muestras de Sargatia de Cold Spring Harbor y se examinaron en un laboratorio. Bajo un microscopio, se examinó la división celular de las anémonas de mar tanto en condiciones naturales como en cepas colocadas artificialmente. Durante y después de los procesos de división, se anotaron y registraron las diversas características de las rayas de diferentes muestras. 